# K12
K12 é uma montanha na cordilheira Karakoram, é a 61.ª mais alta do mundo e a segunda mais alta das Montanhas Saltoro, uma subcordilheira do Caracórum, na região do glaciar de Siachen, Índia, perto da parte caxemira ocupada pelo Paquistão. Fica perto da Linha de Controlo. O seu nome era a sua designação durante o levantamento topográfico original do Caracórum.
O K12 fica a sudoeste do glaciar de Siachen; o glaciar do K12 começa nas suas vertentes viradas a nordeste e alimenta o de Siachen. As vertentes ocidentais do K12 drenam para o sistema do glaciar Bilafond, e daí para o rio Dansam, na bacia do rio Indo. 